# Тласкала (град)
Тласкала, варианти на изписване Тлахкала, Тлашкала и Тлакскала (на испански: Tlaxcala) е столицата на едноименния щат Тласкала в Мексико. Тласкала е с население от 14 692 жители (по данни от 2010 г.), което го прави 10-ия по население град в щата. Бил е населяван и преди „основаването“ му от Ернан Кортес през 1520 г.